# Суплінбурзька династія

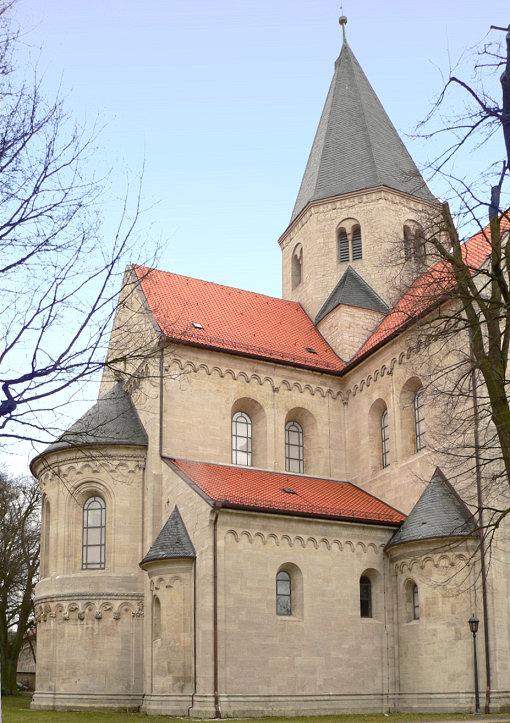
Місце захоронення Лотара II

Суплінбурзька династія — німецька королівська династія, що бере початок свого панування за часів Лотара II імператора Священної Римської імперії (1133 — 1137).
Суплінбурзька династія була політичним опонентом Франконської (салічної) династії та династії роду Гогенштауфенів. В історії Східно-Франкського королівства та Священної Римської імперії — це недовготривала династія, адже зі смертю Лотара II наступника по крові не знайшлося (у Лотара ІІ була тільки донька Гертруда Суплінбурзька), і, як королівський трон Німеччини, так і імператорський трон Священної Римської Імперії зайняла династія Гогенштауфенів в особі Фрідріх I Барбаросси.